# Primera División 1899
In 1899 werd het achtste seizoen gespeeld van de Primera División, de hoogste voetbaldivisie van Argentinië. Belgrano Athletic werd kampioen. 

## Eindstand
| Plaats | Club              | Wed. | W | G | V | Saldo | Ptn. |
| ------ | ----------------- | ---- | - | - | - | ----- | ---- |
| 1º     | Belgrano Athletic | 6    | 5 | 1 | 0 | 10:2  | 11   |
| 2º     | Lobos Athletic    | 6    | 4 | 1 | 1 | 4:2   | 9    |
| 3º     | Lomas Athletic    | 6    | 1 | 1 | 4 | 2:8   | 3    |
| 4º     | Lanús Athletic    | 6    | 0 | 1 | 5 | 1:5   | 1    |

|  | Kampioen   |
|  | Degradatie |